# Lamécourt
Lamécourt é uma comuna francesa na região administrativa de Altos da França, no departamento de Oise. Estende-se por uma área de 3,44 km². Em 2010 a comuna tinha 193 habitantes (densidade: 56,1 hab./km²).